# Blodastrild
Blodastrild (Neochmia phaeton) är en fågel i familjen astrilder inom ordningen tättingar.

## Utseende
Blodastrild är en elegant och långstjärtad finkliknande fågel. Hanen är brun ovan och intensivt karmosinröd under, med körsbärsrött ansikte och ljusa fläckar på bröstsidorna. Fåglar i norra Queensland har vit buk, övriga svart. Honan är mindre färgglad, med enbart rött i ansiktet. Ungfågeln är mestadels brunaktig med mörk näbb. Sävastrilden har kortare stjärt och grönare fjäderdräkt. 

## Utbredning och systematik
Blodastrild delas in i två underarter:
- N. p. evangelinae – förekommer på södra Nya Guinea och i norra Australien (Kap Yorkhalvön)
- N. p. phaeton – förekommer i norra Australien (King Sound till nordvästra Queensland, norra och östra-centrala Queensland)

Sedan 2016 urskiljer Birdlife International och naturvårdsunionen IUCN evangelinae som den egna arten "vitbukig blodastrild". 

## Levnadssätt
Blodastrilden hittas i högväxta gräsmarker, framför allt med tillgång på Pandanus-träd.

## Status
IUCN hotkategoriserar evangelinae och phaeton var för sig, båda som livskraftiga.